# مدرسة الروابي للبنات (مسلسل)
مدرسة الروابي للبنات هو مسلسل درامي أردني بث عبر الإنترنت يتناول تأثير التنمر على الشابات، من كتابة وإخراج تيما الشوملي وإنتاج نتفليكس. تم عرض هذا المسلسل المكوّن من ست حلقات بـ 32 لغة وفي 190 دولة على نتفليكس في 12 أغسطس 2021. تمت دبلجته لأكثر من 9 لغات، بما في ذلك الإنجليزية، والإسبانية، والإيطالية، والفرنسية، والألمانية، والتركية. إنه ثاني مسلسل أردني أصلي من إنتاج نتفليكس بعد مسلسل جن.
بحسب الموقع الرسمي لنتفليكس فإن المسلسل مصنف للفئة العمرية +16 (ألفاظ خارجة).
في مايو 2022، تم تجديد المسلسل لموسم ثانٍ بعد أن تم الإعلان عنه في الأصل كمسلسل قصير مكون من 6 حلقات تصل الواحدة منها إلى 50 دقيقة .

## القصة
المسلسل هو دراما مدرسية تلفزيونية أردنية عن القضايا الاجتماعية. تتّحد طالبات مهمّشات في مدرسة «الروابي» للبنات لمواجهة مجموعة من المتنمّرات، فيضعن خططًا جريئة وقوية للانتقام ولمحاسبة كلّ واحدة منهنّ بأقوى الطرق .

## الممثلون

### الموسم الأول
- أندريا طايع بدور مريم
- نور طاهر بدور ليان[7]
- جوانا عريضة بدور رانيا
- ركين سعد بدور نوف
- يارا مصطفى بدور دينا
- سلسبيلا بدور رقية
- فارس البحري بدور أحمد
- سميرة الأسير بدور سمية
- ريم سعادة بدور مس عبير
- نادرة عمران بدور مس فاتن
- أحمد حمدان بدور ليث
- عاكف نجم

### الموسم الثاني
- تارا عبود بدور سارة
- سارة يوسف بدور تسنيم
- كيرا يغنم بدور هبة
- رنيم هيثم بدور فرح
- تارا عطا الله بدور نادين
- تاليا الأنصاري بدور شمس
- تيما الشوملي بدور مس فريدة

## قائمة الحلقات
| الموسم | الحلقات | الحلقات | الأصلي         | الأصلي         |
| الموسم | الحلقات | الحلقات | الأول          | الأخير         |
| ------ | ------- | ------- | -------------- | -------------- |
| 1      | 6       | 6       | 12 أغسطس 2021  | بداية          |
| 2      | 6       | 6       | 15 فبراير 2024 | 15 فبراير 2024 |

| الموسم الأول |                               |                |
| 1 | «المدرسة كانت مكاني المفضل»   | 12 أغسطس 2021  |
| تُستجوب الطالبات بعد وقوع حادثة عنيفة في مدرسة خاصّة للبنات، وتجد الطالبة الجديدة «نوف» نفسها في موقف صعب.                                                       |                               |                |
| 2 | «وبلّش اللعب..»                | 12 أغسطس 2021  |
| تعود «مريم» إلى المدرسة ويستمرّ مسلسل مشكلاتها، خصوصًا بعد أن تخلّت عنها أعزّ صديقاتها، وتُشعل مواجهة بين «نوف» و«ليان» المزيد من الدراما.                          |                               |                |
| 3 | «وحدة بوحدة»                  | 12 أغسطس 2021  |
| تتحالف «مريم» مع «نوف»، وتخطّطان للإيقاع بأوّل طالبة متنمّرة خلال «يوم المدرسة المفتوح»، وتتبدّل أولويّات «دينا» بعد تعرّضها لموقف مُحرج.                             |                               |                |
| 4 | «لوح قزاز مكسور»              | 12 أغسطس 2021  |
| تعتزم «ليان» و«رانيا» ملاحقة من كان وراء فضيحة «رقيّة». ورغم نجاح خطّتهنّ، يقع خلاف بين كلّ من «مريم» و«نوف» و«دينا» حول الخطوات القادمة.                          |                               |                |
| 5 | «وصارت غريبة»                 | 12 أغسطس 2021  |
| تخطّط «ليان» و«رانيا» لخوض مغامرة جريئة خلال رحلة الصّف إلى منتجع سياحي. وبعد تعرّضها لحادثة صادمة، تتردّد «نوف» وتعيد النظر في موقفها.                            |                               |                |
| 6 | «هدوء ما قبل العاصفة»         | 12 أغسطس 2021  |
| تتمسّك «مريم» بخطّتها للنيل من هدفها الأخير، بينما تحذّرها كلّ من «نوف» و«دينا» من الخطر الحقيقي الذي قد ينجم عن أفعالها.                                          |                               |                |
| الموسم الثاني |                               |                |
| 1 | «بدايات جديدة»                | 15 فبراير 2024 |
| مع انطلاق العام الدراسي الجديد، تحلم «سارة» بالشهرة رغم أنها لا تحظى بتفاعل كبير على وسائل التواصل، إلى أن يتغير الحال حين يُلاقي مقطع فيديو تنشره رواجًا كبيرًا. |                               |                |
| 2 | «دراما بنفسجية»               | 15 فبراير 2024 |
| تتلقى «سارة» دعوة من «تسنيم» للمبيت في منزلها، الأمر الذي يثير استياء «هبة». في الوقت الذي تتقرب فيه «نادين» من «شمس» ذات الشخصية الغامضة.                     |                               |                |
| 3 | «تعرفوا على مرشحتكم المفضلة»  | 15 فبراير 2024 |
| تزداد حدة التوترات حين تُلقي المرشحات لمجلس الطلبة كلماتهن أمام زميلاتهن، وتجد «سارة» نفسها عالقةً وسط معركة محتدمة بين حملتين انتخابيتين متنافستين.             |                               |                |
| 4 | «بين عالمين»                  | 15 فبراير 2024 |
| تُحلّق «سارة» فرحًا في حفلة عيد ميلاد «عمر»، حتى تعيدها رسالة أحد المعجبين إلى أرض الواقع. أما «هبة»، فتسعى للانتقام من «تسنيم».                                  |                               |                |
| 5 | «الزي المقدس»                 | 15 فبراير 2024 |
| تؤدي محاولة «سارة» للهرب من المدرسة إلى انكشاف سرّها أمام حليفة غير متوقعة، فيما يحاول «جواد» عبثًا التكتم على سره.                                              |                               |                |
| 6 | «لو ينعاد كل شي مرة تانية...» | 15 فبراير 2024 |
| تتعاون «نادين» مع منافِسة سابقة لها في مهمة خطيرة لإنقاذ صديقتهن، وتحاول «فرح» تحقيق حلمها بتقديم عرض مع «تسنيم» أمام طالبات المدرسة.                           |                               |                |

## روابط خارجية
- مدرسة الروابي للبنات على موقع IMDb (الإنجليزية)
- مدرسة الروابي للبنات على موقع روتن توميتوز (الإنجليزية)
- مدرسة الروابي للبنات على موقع روتن توميتوز (الإنجليزية)
- مدرسة الروابي للبنات على موقع نتفليكس (الإنجليزية)
- مدرسة الروابي للبنات على موقع قاعدة بيانات الأفلام العربية
- مدرسة الروابي للبنات على موقع ألو سيني (الفرنسية)
- مدرسة الروابي للبنات على موقع قاعدة بيانات الفيلم (الإنجليزية)